# Primo viaggio di Juan Díaz de Solís
Il primo viaggio di Juan Díaz de Solís venne realizzato nel 1497 nell'intento di cercare il passaggio verso le isole delle spezie.

## Antefatti
Probabilmente fu il re Ferdinando II d'Aragona a volere questa spedizione, per rendersi conto se la terraferma fosse realmente distante dall'isola di Hispaniola e avere così una visione più ampia e precisa delle nuove terre.

## Il viaggio
Le navi toccarono terra probabilmente nell'attuale penisola della Guajira (Colombia), in quanto nelle sue lettere Vespucci descrive i nativi locali e il loro uso delle amache, e la loro descrizione fa pensare agli indigeni Guajiros. Successivamente la spedizione deve aver visitato l'attuale laguna di Maracaibo: qui Vespucci nota delle casupole sul mare e pensa a Venezia. Nelle sue lettere infatti dice: 
A lui si deve quindi anche il nome di Venezuela. La spedizione rientrò in Europa costeggiando le coste centro americane e navigando tra l'isola di Cuba e la Florida, provando così l'insularità di Cuba. Ciò si evince dal fatto che Juan de la Cosa al ritorno dal viaggio successivo del 1499, redasse il primo mappamondo nel quale si descrivono le coste centroamericane e nel quale appunto si mostra Cuba come un'isola, come in realtà è. Siccome nel viaggio del 1499 sicuramente non ci fu la circumnavigazione di Cuba, Juan de la Cosa deve averla appunto circumnavigata prima, appunto nel 1498 di ritorno dal viaggio del 1497. Questi fatti sono anche descritti nelle lettere di Vespucci e sono supportati dagli storici Germán Arciniegas e Gabriel Camargo Peres.